# Peugeot 807
Peugeot 807 är en stor familjebuss, med plats för åtta personer, som 2002 ersatte Peugeot 806.
Modellen tillverkas i samarbete med Citroën, Fiat och Lancia, vars derivat C8, Ulysse och Phedra endast skiljer sig från 807 i kosmetiska detaljer, samt viss utrustning.

## Specifikationer (Peugeot 807 V6 205)
- Mått och vikt
  - Längd: 4727 mm
  - Bredd: 1854 mm
  - Höjd: 1572 mm
  - Hjulbas: 2823 mm
  - Vänddiameter: 11 m
  - Tjänstevikt: 1784 kg
  - Totalvikt: 2540 kg
  - Bränsletank: 80 l
- Prestanda
  - Toppfart: 205 km/h
  - Accelretion 0-100km/h: 11,0 s
- Motor
  - Typ: 4-cyl
  - Volym: 2946 {\displaystyle cm3}
  - Effekt: 204 hk (150 kW) vid 6000 v/m
  - Vridmoment: 260 nm